# هرمز جادویه
هرمز جادویه فرمانده ساسانی بود که به خاطر شرکت در جنگ فراض در طی حمله اعراب به ایران شناخته می‌شود. این جنگ با شکست ساسانیان پایان پذیرفت. بر طبق گفتهٔ طبری، لشکر هرمز در حین این نبرد از «کسانی که کارشان نگهداری از مرغ و خوک بوده» تشکیل شده بود. هرمز ممکن است پدر سردار بزرگ ساسانی، بهمن جادویه باشد که در مورد او، اینطور نوشته شده است که در سال ۶۳۴ در کهن‌سالی به سر می‌برده است. در نتیجه، شاید هرمز در جنگ فراض شخصی سالخورده بوده است.